# 1-й Київський провулок (Житомир)
1-й Київський провулок — провулок в Корольовському районі міста Житомира.

## Характеристики
Провулок розташований в привокзальній частині міста. Провулок бере початок з Київської вулиці, прямує на південь та закінчується з'єднуючись із прибудинковим проїздом до будинку № 73 по вулиці Гоголівській.
Історична забудова провулка — садибна житлова (першої половини ХХ ст.), майже не збереглась; сучасна забудова — багатоповерхова житлова (1960 —1980-х рр.).

## Історія
Провулок виник та забудувався на початку ХХ ст. Брав початок від Київської вулиці. Історична назва провулка — провулок Лозицького, походить від прізвища домовласників Михайла та Аполлона Лозицьких. 
У 1960-х роках внаслідок будівництва будинку № 118 по вулиці Київській та облаштування прибудинкової території, початок провулка опинився відрізаним від Київської вулиці.
Остаточно забудова провулка сформувалася у 1980-х роках.